# Infierno (biblioteca)

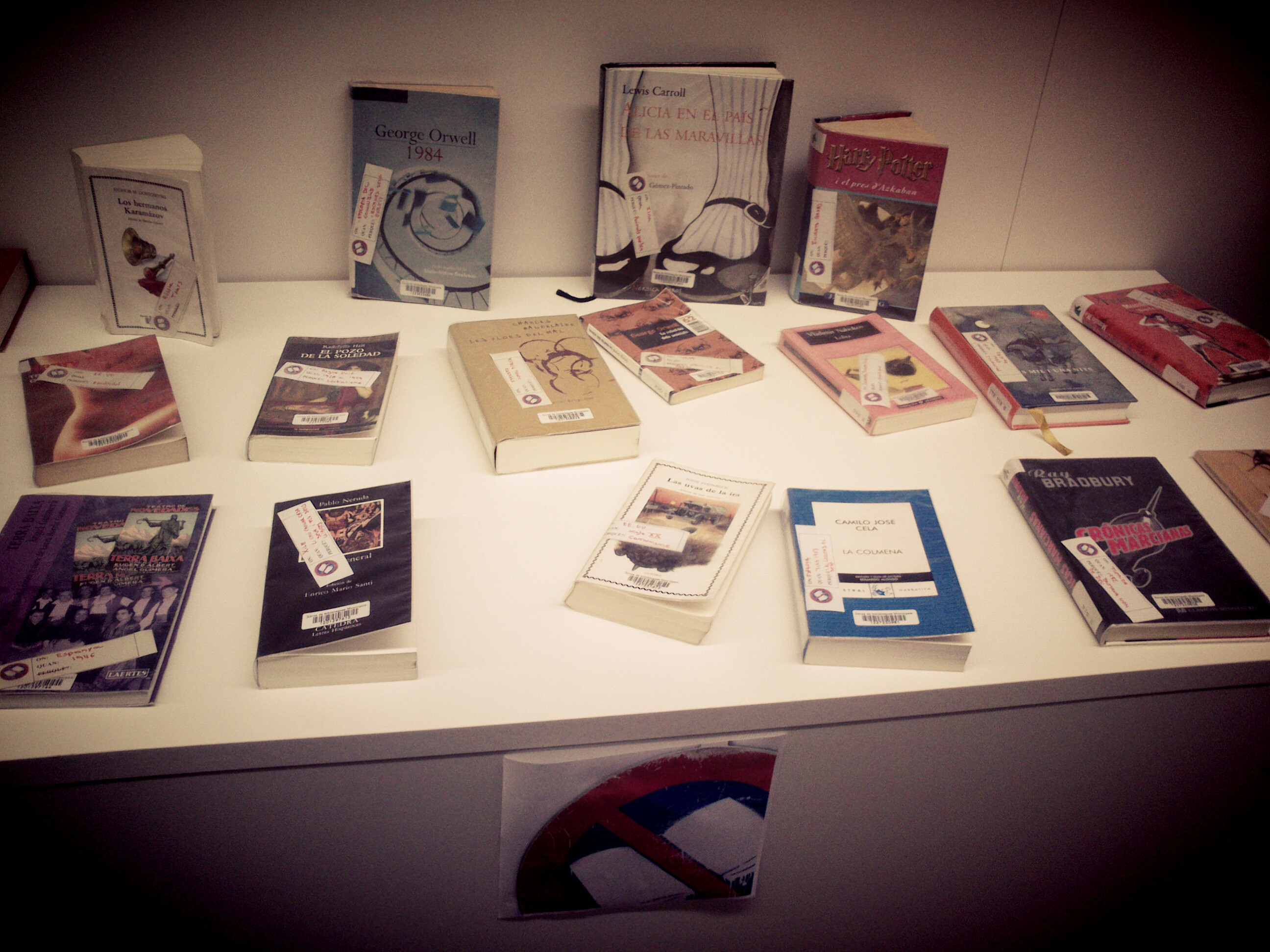
Exposición de libros prohibidos en la Biblioteca del Sur de Sabadell. Los libros que en otros tiempos estaban en el «infierno» de las bibliotecas ahora forman parte de una exposición.

El infierno de una biblioteca es un armario o un depósito donde se almacenan los libros prohibidos, escondidos de las estanterías a disposición del público por considerarse contrarios a la moral, las buenas costumbres o la línea ideológica del régimen. Es un concepto que tiene su origen en el mundo latino y católico. En Europa, hasta finales de los años 1970, muchas bibliotecas disponían de su «infierno», un fondo secreto cuyo contenido no figuraba en el catálogo oficial.

## Infierno por país

### Alemania
En alemán se utiliza la palabra Remota o Giftschrank («armario de los venenos»), por analogía al armario cerrado de las farmacias donde se conservan las sustancias peligrosas. La Biblioteca Estatal de Baviera es una de las raras instituciones que continúa manteniendo su infierno cerrado al público, pero poco a poco la gran mayoría de las bibliotecas públicas han abierto su «armario de los venenos», dejando a los lectores (o a sus padres) decidir qué leer.

### España
Durante la depuración de las bibliotecas por parte del régimen franquista, se siguieron las «Normas de selección de libros en las Bibliotecas Populares», reglamentadas por la Dirección General de Archivos y Bibliotecas de Madrid, que ordenaban retirar de las estanterías todos los libros señalados por el régimen. Esto supuso la creación, en la mayoría de las bibliotecas, de los llamados «infiernos». Durante muchos años, las bibliotecas almacenaron estos libros, que no se podían leer, en armarios con las puertas bien cerradas. Se pensaba que los libros tenían un papel muy importante en la educación de las personas y eran en parte responsables de la formación de ideas y actitudes, por lo que había que controlarlos y dejar solamente los que inculcasen a las personas la ideología del nuevo Estado.
Los criterios empleados para seleccionar estos libros causaron que se retirasen libros tan inofensivos como El Corsario Negro, de Emilio Salgari. Entre los libros que acabaron en el infierno se encontraban los libros de autores rusos, de ideología izquierdista o escritos en catalán. Aquí y allá, los bibliotecarios trataron de evadir la censura franquista, como testimonia la bibliotecaria Teresa Rovira i Comas en 2013:

«En Esparraguera, una de las primeras cosas que me enseñaron fue el infierno. El infierno de las bibliotecas era el armario donde estaban los libros en catalán. Recuerdo que, cuando me lo mostraron, lo primero que vi fueron los libros de mi padre. Poco a poco, los fui trayendo todos y los fui ofreciendo al público.»

También se conservaban todas las obras consideradas contrarias al Movimiento Nacional, las anticatólicas y las masónicas.
Los libros prohibidos se dividían en dos grupos: los prohibidos de forma permanente y los prohibidos de forma temporal.
Entre los decretos promulgados a partir de 1936, estaban los que pretendían «sanear la cultura». El primero de ellos, la orden de la Junta Técnica del Estado de 23 de diciembre de 1936, declaraba ilícita toda clase de textos «pornográficos o de literatura socialista, comunista, libertaria y, en general, disolventes», teniendo que retirarse de la circulación y guardarse en las bibliotecas, es decir, en los «infiernos» o «purgatorios».

### Francia
En 2007-2008, la Biblioteca Nacional de Francia (BNF) organizó la exposición El infierno de la biblioteca: eros en el armario secreto, dedicada a las obras literarias e ilustraciones contrarias a la moral y a las buenas costumbres que desde 1830 se conservaron en un lugar separado, denominado Enfer («Infierno»), solo accesible mediante un permiso especial, y que en poco tiempo se ganó una fama mítica. En 1977, el «infierno» de la BNF se abrió al público suprimiéndose la obligación de obtener un permiso especial para poder acceder a esta sección.

### Países Bajos
El infierno de la Biblioteca Real de los Países Bajos fue suprimido en 1982 cuando su colección se reorganizó en el edificio nuevo. Cualquiera puede consultar las antiguas obras prohibidas, entre las cuales se encuentran raros libros eróticos de los siglos XVIII y XIX en la sala Bijzondere Collecties («Colecciones especiales»).

### Reino Unido
El infierno de la British Library se denominaba The Private Case.